# 오고타이 칸국
오고타이 울루스(몽골어: ᠥᠭᠡᠳᠡᠢ
ᠦᠯᠦᠰ 외게데이 울루스), 또는 오고타이 칸국(窩闊台汗國)은 칭기스 칸의 3남인 오고타이(외괴데이)가 칭기스 칸에게서 영지를 받아 성립된 몽골 제국의 울루스이다. 현재의 신장 웨이우얼 자치구와 중앙아시아 지역을 다스렸다. 수십 년간 원나라와 대립했으며, 중국적 제도를 도입한 원나라와는 달리 몽골의 유목민적 전통을 고수하는 데 힘썼다. 일부에서는 오고타이 울루스(외게데이 울루스)를 지배한 카이두를 원에 저항한 반란세력으로 간주하여 오고타이 울루스를 인정하지 않기도 한다. 일각에서는 실제적인 건국자 카이두의 이름을 따 카이두 칸국, 카이두 왕국, 카이두 울루스로도 부른다.

## 카이두 이전
오고타이 울루스는 칭기스 칸의 3남인 오고타이가 칭기스 칸에게서 받은 영지로부터 시작됐다. 오고타이가 받은 영지는 현재의 신장 웨이우얼 자치구 북서부 지역의 작은 땅이었다. 하지만 이 땅의 본래 주인인 오고타이는 이 울루스와는 별 연관이 없었다. 오고타이는 스스로 울루스의 칸을 자처하지 않았다. 1229년, 칭기스 칸이 사망한 지 2년 만에 쿠릴타이를 통해 몽골 제국의 카안으로 선출된 오고타이는 1235년에 몽골 제국의 수도인 카라코룸을 건설하고 그 곳에 자리를 잡았다. 
1241년, 오고타이가 사망하자 주치 울루스(죄치 울루스)의 바투와 오고타이 카안의 아들인 귀위크 간의 분쟁이 발생했고 결국 귀위크가 독단적으로 쿠릴타이를 개최하여 1246년에 카안에 즉위했다. 귀위크의 즉위 이후 귀위크와 바투의 대립은 더욱 격화되어 재위 3년째인 1248년에는 전쟁 직전까지 치달았지만, 귀위크의 사망으로 무산됐다. 귀위크가 사망한 이후 바투는 톨루이 계의 소르칵타니와 손을 잡고 1251년에 쿠릴타이를 개최하여 톨루이 계의 몽케를 카안에 올렸다. 몽케가 카안으로 즉위하자 귀위크의 미망인인 오굴 카이미쉬와 외게데이계의 왕자 시레문이 몽케를 제거하고 다시 오고타이계 카안을 세우려는 음모를 세웠지만 발각당해 몽케에 의해 숙청당하고 말았다.

## 카이두
몽케 카안의 숙청으로 오고타이계가 사실상 멸망하자 카이두는 자신의 영지에서 복수를 준비했다. 1259년, 몽케 카안이 사망하자 본격적으로 활동을 시작하여 1271년에 차가타이 울루스(차가다인 울루스)의 바락을 궁지로 몰아넣고 이후 차가타이 울루스를 복속시켰다. 차가타이 울루스를 복속시킨 뒤 카안 울루스의 쿠빌라이 카안과 여러 차례 대립하였으나 바얀에 의해 번번이 막혔다. 1294년에 숙적인 쿠빌라이 카안이 죽자 기회를 노려 1301년에 차가타이 울루스의 두아와 함께 대규모 공격을 감행하였으나 패배하고 전투에서 입은 상처가 도져 사망하였다.

## 카이두 이후
카이두 사후 차가타 울루스의 칸 두아는 카이두의 유언대로 카이두의 둘째 아들 오르스를 옹립하지 않고 첫째 아들 차파르를 지지해 둘 간의 분쟁을 유도했다. 두아의 지지 덕분에 차파르는 2년 뒤인 1303년에 동생 오르스를 물리치고 칸위에 올랐다. 칸위에 오른 지 얼마 되지 않은 1304년(혹은 1305년)에 차파르는 두아의 제의에 따라 전 몽골 제국의 평화 협정에 동의했다. 
하지만 평화 협정의 잉크가 마르기도 전인 1306년에 차파르와 차가타이 울루스 간의 전쟁이 다시 발발하였다. 차가타이 울루스는 오고타이 울루스의 영토를 유린했고 카안 울루스가 차가다인 울루스를 지원하고 나서자 차파르는 더 이상 버티지 못하고 차가다인 울루스에 항복했다. 차파르의 항복을 받아낸 두아는 카안 울루스와 함께 외게데이 울루스의 영토를 분할한 뒤 차파르에게 작은 영지를 주었다. 하지만 두아는 차파르에게 영지를 준 지 얼마 안 돼 차파르를 쫓아내고 그의 동생인 야기차르와 투그메에게 영지를 나눠주었다. 
두아가 1307년에 죽고 차가다인 울루스 칸위를 둘러싼 내분에 휩싸이자 카이두의 네 아들 차파르, 오르스, 야기차르, 투그메는 힘을 모아 1310년에 반란을 일으켰다. 이들이 이끄는 반란군은 알말리크 근처에서 콘첵 칸이 이끄는 차가타이 칸국의 군대와 결전을 벌였으나 대패하였고 이 패배 이후 차파르가 쿠빌라이 카안의 아들이자 몽골제국 6대 카안인 테뮈르 카안에게 투항하면서 외게데이계 울루스들은 마침내 카안 울루스에 완전히 흡수되었다. 

## 역대 칸
- 1대: 오고타이 칸 1221 ~ 1241
  - 섭정: 퇴레게네 카툰 1241 ~ 1246
- 2대: 귀위크 칸 1241 ~ 1246
  - 섭정: 오굴 카미시 카툰 1246 ~ 1251
- 카단(칸국의 북동부: 1248 ~ 1260)
- 3대: 카이두 칸 1264? 1246? ~ 1301
- 4대, 6대: 차파르 칸 1301 ~ 1306, 1308 ~ 1310
- 5대: 야기차르 1306 ~ 1308
- 투크메(일리 강변 일대 : 1307 ~ 1309)

## 같이 보기
- 차가타이 칸국